# Gymnopilus peliolepis
Gymnopilus peliolepis är en svampart som först beskrevs av Speg., och fick sitt nu gällande namn av Rolf Singer 1951. Gymnopilus peliolepis ingår i släktet Gymnopilus och familjen Strophariaceae.   Inga underarter finns listade i Catalogue of Life.